# CAFA Nations Cup 2023
La CAFA Nations Cup 2023 è stata la 1ª edizione del torneo di calcio subcontinentale per squadre nazionali maggiori maschili organizzato dalla CAFA. Si è disputato in Kirghizistan e in Uzbekistan dal 10 al 20 giugno 2023 ed è stato vinto dall'Iran.

## Contesto
L'edizione inaugurale del torneo era inizialmente pianificata per essere giocata a Tashkent nell'ottobre 2018, ma non fu organizzata.
Nel marzo 2023 la CAFA annunciò nuovamente la competizione, con la prima edizione che si sarebbe tenuta nel giugno dello stesso anno nelle città di Tashkent e Biškek. Alla prima edizione avrebbero preso parte le sei associazioni membri della CAFA, con l'aggiunta di due inviti: la Russia e un'altra selezione asiatica da confermare. Il 19 aprile la Russia ha rifiutato l'invito al torneo, sostituita il 24 aprile dall'Oman, in seguito al rifiuto a partecipare da parte della Thailandia.
Il general partner della manifestazione è stato 1xBet, società cipriota di gioco d'azzardo online.

## Stadi
Insieme a Tashkent, città proposta già per l'edizione del 2018, il torneo si è svolto anche a Biškek, capitale dei Kirghizistan.
La manifestazione si è svolta nei seguenti stadi:
- Biškek - Stadio Dolen Omurzakov, capienza 23.000 posti
- Tashkent, Stadio centrale Paxtakor, capienza 35.000 posti
- Tashkent, Stadio Nazionale, capienza 34.000 posti

| Kirghizistan             | Kirghizistan     | Kirghizistan | Kirghizistan |
| ------------------------ | ---------------- | ------------ | ------------ |
| Biškek                   | Biškek           | Biškek       | Biškek       |
| Stadio Dolen Omurzakov   |                  |              | Biškek       |
| Capacity: 23 000         |                  |              | Biškek       |
|                          |                  |              | Biškek       |
| Uzbekistan               |                  |              |              |
| Tashkent                 | Tashkent         | Tashkent     | Tashkent     |
| Stadio centrale Paxtakor | Milliy Stadium   |              | Tashkent     |
| Capacity: 35 000         | Capacity: 34 000 |              | Tashkent     |
|                          |                  |              | Tashkent     |

## Squadre partecipanti
In grassetto le nazionali ospitanti
| Nazione       | Partecipazione | Ranking FIFA al 6 aprile |
| ------------- | -------------- | ------------------------ |
| Afghanistan   | 1ª             | 155                      |
| Iran          | 1ª             | 24                       |
| Oman (invito) | 1ª             | 96                       |
| Kirghizistan  | 1ª             | 73                       |
| Tagikistan    | 1ª             | 109                      |
| Turkmenistan  | 1ª             | 137                      |
| Uzbekistan    | 1ª             | 74                       |

## Sorteggio dei gruppi
Le sette squadre partecipanti sono divise in quattro urne, in base al loro Ranking FIFA ad Aprile 2023.
| Urna 1          | Urna 2            | Urna 3             | Urna 4             |
| --------------- | ----------------- | ------------------ | ------------------ |
| Iran (24)       | Kirghizistan (96) | Turkmenistan (137) | Oman (73) (invito) |
| Uzbekistan (74) | Tagikistan (109)  | Afghanistan (155)  | Oman (73) (invito) |

## Arbitri
Di seguito sono riportati gli arbitri e gli assistenti selezionati dalla CAFA.
| Arbitri | Assistenti |
| --- | --- |
| · Hassan Akrami · Nurzatbek Abdikadirov · Dayirbek Abdilaev · Kirill Levnikov · Sadullo Gulmurodi · Charymurad Kurbanov · Akhrol Riskullaev | · Mohd Sharif Sarwari · Mohammadreza Mansouri · Hassan Zeheyri · Sergey Grischenko · Eldiyar Saribaev · Yegor Bolkhovitin · Andrey Vereteshkin · Khusravi Siddikzod · Ahmed Begnazarov · Sanjar Shayusupov · Asker Nadjafaliyev |

## Fase a gironi

### Gruppo A

#### Classifica
| Pos. | Squadra      | Pt | G | V | N | P | GF | GS | DR |
| ---- | ------------ | -- | - | - | - | - | -- | -- | -- |
| 1.   | Uzbekistan   | 9  | 3 | 3 | 0 | 0 | 10 | 1  | +9 |
| 2.   | Oman         | 4  | 3 | 1 | 1 | 1 | 3  | 4  | -1 |
| 3.   | Tagikistan   | 2  | 3 | 0 | 2 | 1 | 3  | 7  | -4 |
| 4.   | Turkmenistan | 1  | 3 | 0 | 1 | 2 | 1  | 5  | -4 |

#### Risultati
| Arbitro: | Akhrol Riskullaev |

|                 |           |             |
| Khamrokulov 86’ | Marcatori | Annaýew 57’ |

| Arbitro: | Dayirbek Abdilaev |

|                                 |           |  |
| Masharipov 7’, 24’ Alijonov 89’ | Marcatori |  |

| Arbitro: | Kirill Levnikov |

|                       |           |              |
| Al-Yahyaei 14’ (rig.) | Marcatori | Khanonov 45’ |

| Arbitro: | Nurzatbek Abdikadirov |

|  |           |                     |
|  | Marcatori | Shomurodov 51’, 85’ |

| Arbitro: | Dayirbek Abdilaev |

|  |           |                               |
|  | Marcatori | Al-Mushaifri 42’ Al-Sabhi 76’ |

| Arbitro: | Hassan Akrami |

|                                                                                       |           |              |
| Yaxshiboyev 53’ Shomurodov 56’ (rig.) Fayzullaev 72’ Erkinov 83’ O'runov 90+6’ (rig.) | Marcatori | Umarbaev 14’ |

### Gruppo B

#### Classifica
| Pos. | Squadra      | Pt | G | V | N | P | GF | GS | DR |
| ---- | ------------ | -- | - | - | - | - | -- | -- | -- |
| 1.   | Iran         | 6  | 2 | 2 | 0 | 0 | 11 | 2  | +9 |
| 2.   | Kirghizistan | 3  | 2 | 1 | 0 | 1 | 4  | 5  | -1 |
| 3.   | Afghanistan  | 0  | 2 | 0 | 0 | 2 | 1  | 9  | -8 |

#### Risultati
| Arbitro: | Charymurad Kurbanov |

|                  |           |  |
| Batyrkanov 90+7’ | Marcatori |  |

| Arbitro: | Golmorad Saadollah |

|                                                           |           |          |
| Taremi 21’, 28’, 51’ Azmoun 20' Jahanbakhsh 45’ Asadi 67’ | Marcatori | Noor 57’ |

| Arbitro: | Akhrol Riskullaev |

|             |           |                                             |
| Murzaev 52’ | Marcatori | Taremi 34’, 39’ (rig.), 56’ Azmoun 66’, 79’ |

La partita Kirghizistan-Afghanistan è stata abbandonata al 97' sul risultato di 1-0 in seguito alla scelta della nazionale afghana di abbandonare il campo e rifiutarsi di continuare la partita. La federazione ha assegnato il 3-0 a tavolino.

## Fase ad eliminazione diretta

### Finale 3º posto
| Arbitro: | Akhrol Riskullaev |

|  |           |              |
|  | Marcatori | Al-Alawi 71’ |

### Finale
| Arbitro: | Kirill Levnikov |

|  |           |            |
|  | Marcatori | Azmoun 48’ |

## Classifica marcatori
6 reti
- Mehdi Taremi

4 reti
- Sardar Azmoun

3 reti
- Eldor Shomurodov

2 reti
- Jaloliddin Masharipov

1 rete
- Farshad Noor
- Reza Asadi
- Alireza Jahanbakhsh
- Ernist Batyrkanov
- Mirlan Murzaev
- Mahmood Al-Mushaifri
- Issam Al-Sabhi
- Salaah Al-Yahyaei
- Arshad Al-Alawi

- Nuriddin Khamrokulov
- Vakhdat Khanonov
- Parvizçon Umarbaev
- Myrat Annaýew
- Khojiakbar Alijonov
- Xojimat Erkinov
- Abbosbek Fayzullaev
- Oston O'runov
- Jasurbek Yaxshiboyev